# Божидар
Божидар (понекад транслитеровано као Бојидар) је словенско име које дословно значи „божији дар“. Име је калк грчког имена Теодорос. Директни сродници овом последњем и Божидару у (јужно)словенским језицима су: Теодор, Тодор, Тудор, Тодо. Женски облик имена је Божидарка. Људи са именом Божидар су:
- Божидар Аџија (1890–1941), југословенски левичарски политичар и новинар
- Божидар „Бошко“ Антић (1944–2007), био је југословенски и српски фудбалер фудбалер и тренер.
- Божидар Антуновић (рођен 1991), српски бацач кугле
- Божидар Бандовић (рођен 1969), српски фудбалски менаџер и бивши играч
- Божидар Беравс (рођен 1948), словеначки хокејаш
- Божидар Бразда (рођен 1972), уметник, писац и музичар
- Божидар Чачић (рођен 1972), хрватски пензионисани фудбалски дефанзивац
- Божидар Ћосић (рођен 1982), српски професионални фудбалер
- Божидар Дебењак (рођен 1935), словеначки марксистички филозоф, друштвени теоретичар и преводилац
- Божидар Делић (1956–2022), генерал Војске Југославије у пензији, актуелни потпредседник Србије
- Божидар Ђелић (рођен 1965), српски економиста и политичар
- Божидар Дреновац, (1922–2003), српски фудбалер и менаџер
- Божидар Ђурашковић (рођен 1924), бивши југословенски тркач на средње стазе
- Божидар Ђурковић, (рођен 1972), српски фудбалер у пензији
- Божидар Ферјанчић (1929–1998), српски историчар
- Божидар Финка (1925–1999), хрватски лингвиста и лексикограф
- Божидар Грујовић, псеудоним Теодора Филиповића (1778–1807), српског књижевника, правника и просветитеља
- Божидар Искренов (рођен 1962), бивши бугарски фудбалер
- Божидар Ивановић (рођен 1946), црногорски југословенски шаховски велемајстор и политичар
- Божидар Јакац (1899–1989), словеначки експресиониста, реалиста и симболистички сликар
- Божидар Јанковић (1849–1920), командант треће српске армије
- Божидар Јеловац (рођен 1987), српски фудбалски нападач
- Божидар Јовић (рођен 1972), пензионисани хрватски рукометаш
- Божидар Калмета (рођен 1958), хрватски политичар
- Божидар Кантушер (1921–1999), словеначки композитор
- Кнез Божидар Карађорђевић (1862–1908), српски уметник и књижевник
- Божидар Кавран (1913–1948), хрватски усташки ратни злочинац
- Божидар Леинер (1919–1942), хрватски комуниста и партизан
- Божидар Маљковић (рођен 1952), српски професионални кошаркашки тренер
- Божидар Матић (1937–2016), предсједник Академије наука и умјетности Босне и Херцеговине
- Божидар „Боки“ Милошевић (1931–2018), српски кларинетиста
- Божидар Петрановић (1809–1874), српски писац, научник, новинар, историчар српске књижевности
- Божидар Пурић (1891–1977), српски и југословенски политичар и дипломата
- Божидар Радошевић (рођен 1989), хрватски фудбалер
- Божидар Рашица (1912–1992), архитекта, сценограф и сликар
- Божидар Сандић (1922–2008), српски фудбалер
- Божидар Сенчар (1927–1987), хрватски фудбалски везиста
- Божидар Широла (1889–1956), хрватски композитор и музиколог
- Божидар Шпишић (1879–1957), хрватски ортопед и ректор Свеучилишта у Загребу
- Божидар Тадић (рођен 1983), српски фудбалер
- Божидар Урошевић (рођен 1975), српски професионални фудбалер
- Божидар Вуковић (1466–1540), један од првих штампара српских књига